# Magdalena Röck
Magdalena Röck (Landeck, 1994) es una deportista austríaca que compite en escalada, especialista en la prueba de dificultad. Ganó dos medallas de bronce en el Campeonato Mundial de Escalada, en los años 2011 y 2014.

## Palmarés internacional
| Campeonato Mundial | Campeonato Mundial | Campeonato Mundial | Campeonato Mundial |
| Año                | Lugar              | Medalla            | Prueba             |
| ------------------ | ------------------ | ------------------ | ------------------ |
| 2011               | Arco (Italia)      | Medalla de bronce  | Dificultad         |
| 2014               | Gijón (España)     | Medalla de bronce  | Dificultad         |